# Héctor Gentile
Héctor Gentile (Montevideo, 2 de marzo de 1911-1996) fue un bandoneonista, pianista, director de orquesta y compositor uruguayo que tuvo una destacada labor en la música popular y el tango en Uruguay.

## Biografía
Gentile nació en el barrio de Colón, en Montevideo, Uruguay. Comenzó a estudiar música y bandoneón en su infancia, y en su adolescencia formó un trío con Juan Baüer (conocido como Firpito) y el violinista argentino Federico Lafémina.
Posteriormente, junto a Juan Granese, se unión a la orquesta del violinista Roque Pietrafesa, con Juan B. D'Angelo en piano y Rochetti en batería.
A continuación se integró a la orquesta del Café Avenida, con Luis Rolero en piano, Joaquín Barreiro en batería, Arturo Bettoni y Rochetti en violines, Luis D'Andrea y Ratinho en metalesm y sus compañeros bandoneonistas Héctor Artola y José María Mendizábal.
En 1927 actuó en Buenos Aires en la famosa Orquesta Donatto-Zerillo, también como bandoneonista. Formaban la orquesta Edgardo Donato, Roberto Zerrillo y Antonio Piovani (violines), Héctor Gentile, Juan Turturiello y Juan Spera (bandoneones), Osvaldo Donato (piano), Ascanio Donato (cello) y José Campesi (contrabajo).
Luego de un año en esa orquesta retornó a Montevideo, para trabajar en las orquestas de Alberto Alonso y Juan Baüer. En 1930 Gentile se une a la orquesta de Ramón Collazo junto a varios músicos uruguayos, y viajan a Buenos Aires para grabar en Odeon.
Al año siguiente formó su propia orquesta, donde tuvo oportunidad de actuar Romeo Gavioli, entre otros.

## Obras
- Me querés?
- Detrás de tus mentiras[3]